# 塩原朝子
塩原 朝子（しおはら あさこ、1970年5月 - ）は、日本の言語学者。専門はインドネシアの言語研究。学位は、博士（文学）。東京外国語大学アジア・アフリカ言語文化研究所教授。

## 略歴
- 1992年3月 東京大学文学部言語学科卒業
- 1995年3月 東京大学大学院人文社会系研究科言語学専攻修士課程修了
- 1998年3月 東京大学大学院人文社会系研究科言語学専攻博士課程単位取得退学
- 1999年4月 東京外国語大学アジア・アフリカ言語文化研究所 助手
- 2006年4月 同 助教授
- 2006年4月 東京大学より博士（文学）学位取得
- 2019年4月 東京外国語大学アジア・アフリカ言語文化研究所 教授

## 著書
- 記述研究からあきらかになる文法の諸問題 AA研プロジェクト報告書 中山俊秀、塩原朝子 編 アジア・アフリカ言語文化研究所 2005.6
- 荒川慎太郎、伊藤智ゆき、近藤信彰、澤田英夫、高島淳、豊島正之、星泉、町田和彦、峰岸真琴 図説 アジア文字入門 ふくろうの本「世界の文化」シリーズ アジア・アフリカ言語文化研究所 編 112pp 河出書房新社・東京 2005.4.30
- バリ語会話・文法 (原真由子、I Gusti Made Sutjajaと共著)アジア・アフリカ言語文化研究所, 164, 2002